# Lalaina Rabenarivo
Lalaina Herinjaka Rabenarivo est un boxeur malgache né le 8 août 1978.

## Carrière
Sa carrière amateur est marquée par une médaille d'argent aux championnats d'Afrique d'Antananarivo en 2007 dans la catégorie mi-mouches.

## Palmarès

### Jeux olympiques
- Participation aux Jeux de 2004 à Athènes, Grèce

### Championnats d'Afrique de boxe amateur
- Médaille d'argent en -48 kg en 2007 à Antananarivo, Madagascar